# Benthophilus casachicus
Benthophilus casachicus är en fiskart som beskrevs av Ragimov, 1978. Benthophilus casachicus ingår i släktet Benthophilus och familjen smörbultsfiskar. Inga underarter finns listade.

## Bildgalleri

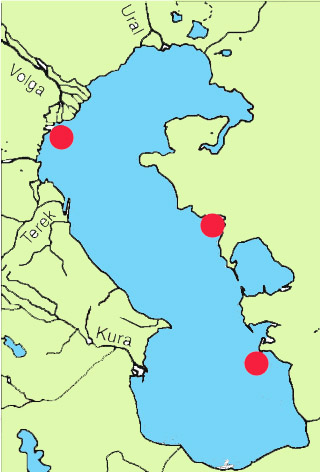